# ایسامولتان
ایسامولتان (انگلیسی: Isamoltane) (CGP-361A) دارویی است که در پژوهش‌های علمی استفاده می‌شود. این دارو به عنوان یک آنتاگونیست در گیرنده‌های β-آدرنرژیک، 5-HT1A و 5-HT1B عمل می‌کند. تقریباً پنج برابر قدرت گیرنده 5-HT1B (۲۱ نانومول در لیتر) نسبت به گیرنده 5-HT1A (۱۱۲ نانومول در لیتر) است. این ماده دارای اثرات ضد اضطرابی در جوندگان است.